# Церковь Всемогущего Бога
Церковь Всемогущего Бога, также известная как «Восточная молния» (кит. 東方閃電 / 东方闪电; pinyin: Dōngfāng Shǎndiàn) — новое религиозное движение, основанное в Китае в 1991 году. Китайские правительственные источники насчитывают в нём от трёх до четырёх миллионов членов, хотя учёные считают, что эти цифры несколько завышены. Название «Восточная молния» взято из Евангелия от Матфея 24:27: «…ибо, как молния исходит от востока и видна бывает даже до запада, так будет пришествие Сына Человеческого». Основное учение Церкви Всемогущего Бога состоит в том, что Иисус Христос вернулся на землю в наши дни как воплощенный Всемогущий Бог (кит. 全能神), но не как мужчина, а как женщина-китаянка. Движение рассматривается китайскими властями как «Се Цзяо». Этот термин, часто переводимый как «культ зла», фактически использовался со времен династии Мин для обозначения нетрадиционных учений. Церковь обвиняется в различных преступлениях, включая печально известное ритуальное убийство в Макдональдсе китайского города Чжаоюань. Христианские противники и международные СМИ, в свою очередь, считают движение еретическим. Церковь отвергает все обвинения, и некоторые учёные пришли к выводу, что ряд обвинений, которые они расследовали, действительно ложны или преувеличены.
Имеет признаки тоталитарной секты.

## История

### Возрождение 1989 года и движение «Крикуны»
Хотя Церковь никогда не упоминает ни её имени, ни биографических подробностей (хотя и признает, что она женщина), и предупреждает, что любая информация, предоставленная внешними источниками, может быть неверной, некоторые ученые считают, что члены Церкви отождествляют Воплощенного Всемогущего Бога с китаянкой Ян Сянбинь, родившийся на северо-западе Китая в 1973 году. В 1989 году во время возрождения китайских независимых церквей она вступила в движение «Домашняя церковь», объединяющее протестантские церкви, независимые от правительства, и начала произносить проповеди о власти и силе, которые последователи сравнивали с проповедями Иисуса Христа. В то время она, как и большинство её ранних адептов, присутствовала на собраниях групп, основанных Свидетелем Ли, и известных на Западе как «Поместные церкви», а в Китае как «Крикуны». Многие члены движения «Китайская домашняя церковь» считали, что эти проповеди исходили от Святого Духа, и повторяли их на своих собраниях в 1991 году. Таким образом происхождение церкви может быть датировано этим годом, хотя только в конце 1992 года женщина, выступавшая с ними, была признана своими адептами Христом, воплощенным Богом, и единственным истинным Богом. Поэтому считается, что Церковь Всемогущего Бога ведет свое начало от этой даты .

### Чжао Вэйшань
Среди тех, кто признал личность и послание Всемогущего Бога, был Чжао Вэйшань (род. 12 декабря 1951 года), лидер независимой ветви «Крикунов». Он стал настолько важной фигурой в движении, что китайские источники называют его «основателем», хотя западные ученые считают, что это происходит из-за предвзятости китайских властей, которые не могут согласиться с тем, что женщина создала большое религиозное движение и что на самом деле основателем Церкви Всемогущего Бога скорее следует называть женщину, которую движение и почитает как Всемогущего Бога. По словам австралийского ученого Эмилии Данн, в 1991 году в организации было уже более тысячи членов. После того, как его группа подверглась полицейскому рейду, Чжао покинул Хэйлунцзян и продолжил умножать её ряды в округе Цинфэн в провинции Хэнань. Позже он был признан лидером и священником Церкви Всемогущего Бога. Однако сама Церковь настаивает на том, что её возглавляет и ей управляет та, кого она признает Всемогущим Богом, и что Чжао — это «человек, используемый Святым Духом», и поэтому является лишь административным лидером движения.

### Рост нового движения и репрессии против него
Китайские власти сразу же с подозрением отнеслись к Церкви Всемогущего Бога из-за её антикоммунистической направленности и начали суровые репрессии в середине 1990-х годов против «Крикунов» и Церкви Всемогущего Бога, чьи теологические различия были им не ясны. В 2000 году Чжао Вэйшань и Ян Сянбинь отправились в Соединенные Штаты, куда они въехали 6 сентября, а в 2001 году им было предоставлено политическое убежище. С тех пор они живут в США, откуда и руководят движением. В начале 2009 года китайские власти арестовали Хэ Чжэсюня, который управлял работой Церкви в Китае. 17 июля 2009 года Ма Суопин (1969—2009 гг.), которая взяла на себя функции арестованного, также была схвачена китайской полицией и скончалась в тюрьме.
Несмотря на правительственные репрессии и тот факт, что некоторые лидеры основных христианских церквей обвинили Церковь Всемогущего Бога в ереси, её ряды выросли в Китае и, согласно официальным источникам страны, в 2014 году достигла трёх или даже четырёх миллионов членов, хотя учёные считают эти цифры несколько преувеличенными. После ритуального убийства в Макдональдсе города Чжаоюаня в 2014 году репрессии в Китае усилились, и несколько тысяч членов бежали за границу, где они основали отделения Церкви в Южной Корее, Соединённых Штатах, Италии, Франции, Испании, Канаде, Японии, Филиппинах и других странах, в дополнение к тем, которые были созданы в Гонконге и на Тайване. С этого времени к движению также присоединились члены некитайского происхождения. В китайских диаспорах стали сниматься кинофильмы, некоторые из которых получили награды на христианских кинофестивалях.

## Верования

### Три Периода
«Восточная молния», согласно учению Церкви, — это пришествие Иисуса Христа как Всемогущего Бога на востоке Китая, чтобы открыть Третий Период Царства, который следует за Периодом Закона (время Ветхого Завета) и Периодом Благодати от рождения Иисуса до пришествия Всемогущего Бога в 20-м веке.
После жертвы Иисуса на кресте грехи людей были прощены, но их греховная природа не была искоренена. В Период Царства Всемогущий Бог работает над искоренением этой греховной природы. По словам Всемогущего Бога: «Весь Мой план управления, план, который охватывает шесть тысяч лет, состоит из трех этапов: Периода Закона в самом начале, Периода Благодати (который также является Периодом Искупления) и Периода Царства в эпоху Последних дней. Моя работа на этих трех этапах различается по содержанию в соответствии с сущностью каждого Периода, но на каждой стадии она соответствует потребностям человека. <…> Хотя Иисус много делал среди людей, Он только завершил искупление всего человечества и пожертвовал Собой за грехи человека, но не избавил человека от его испорченности. <…> Однако после того как человек был прощён за его грехи, Бог вернулся во плоти, чтобы привести человека в новую эпоху».

### Священное Писание
В Церкви Всемогущего Бога Библия почитается как священное писание для Периода Закона и Периода Благодати. Вместе с тем Церковь утверждает: то что «записано людьми, содержит послания от Бога и некоторые правдивые идеи, которые помогают узнать работу Бога в Период Закона и Период Благодати, но писание также несёт много человеческих ошибок». Церковь верит, что в наше время мы находим более надёжное руководство в высказываниях Всемогущего Бога, которые записаны в книге «Слово является во плоти», состоящей из более чем одного миллиона слов. Книга посвящена ряду вопросов священной истории, теологии, этики и духовности, и рассматривается движением как нормативная.

### Милленаризм
Учение Церкви Всемогущего Бога является милленаристским. Однако Период Царства не следует путать с эпохой Тысячелетнего Царства — временем после апокалиптических бедствий, предсказанных в Библии. Когда послание Всемогущего Бога будет принято во всех странах, греховная природа человека изменится, и люди, очищенные работой Бога, будут жить вечно на земле. Согласно учению Церкви, после того как воплощённый Всемогущий Бог (который, как полагают, не будет вечно жить на Земле) завершит на ней Свою работу, катастрофы, предсказанные в Откровении Иоанна Богослова, действительно придут в виде голода, землетрясений и войн. Однако «Земля не будет уничтожена, и те, кто были очищены Богом, спасутся в катаклизмах последних дней и будут жить на Земле вечно».

### Великий Красный Дракон
Церковь Всемогущего Бога считает, что Всемогущий Бог является Иисусом, который в наши дни вновь родился в Китае. Согласно учению Церкви, Китай это место, где под маской Коммунистической партии появился злой Великий Красный Дракон, который был предсказан в Книге Откровения, поэтому именно в этой стране и должно произойти Второе пришествие Иисуса Христа, также в ней предсказанное. Как отметила Эмилия Данн, богословие, отождествляющее Великого Красного Дракона с политической силой, преследующей христиан, не было разработано Церковью Всемогущего Бога, но имеет давнюю традицию среди китайских христиан, включая «Крикунов».

### Отсутствие таинств и способы поклонения
Церковь Всемогущего Бога считает, что таинства, включая крещение, были религиозными практиками Периода Благодати и не должны иметь места в Период Царства. Соответственно, в Церкви Всемогущего Бога нет крещения, и человек становится членом Церкви, исповедуя, что воплощённый Всемогущий Бог является Вторым пришествием Иисуса Христа и явлением единственного истинного Бога в последние дни. Новообращённый молится Всемогущему Богу и способен понять и принять учение его Церкви. Отсутствие таинств отнюдь не означает, что члены Церкви Всемогущего Бога не должны собираться вместе, молиться и поклоняться Богу. Напротив, они регулярно общаются, обсуждают свои священные тексты, слушают проповеди, поют гимны и обмениваются мнениями. Итальянский ученый Массимо Интровинье отмечает, что в этом смысле «интенсивность религиозной жизни контрастирует с минималистским стилем поклонения».

## Противоречия
Обвинения в серьёзных преступлениях, выдвинутые против Церкви Всемогущего Бога, которые часто появляются в СМИ, исходят из двух источников: Коммунистической партии Китая и других христианских церквей. Китайское правительство периодически обвиняет Церковь Всемогущего Бога в преступлениях. Речь в этих обвинениях чаще всего идет о четырёх инцидентах: «ритуальном убийстве» в Макдональдсе города Чжаоюаня в 2014 году, о вырывании глаза мальчика в 2013 году в Шаньси, о похищении христианских лидеров в 2002 году и о беспорядках, связанных с заявлениями о том, что конец света наступит в 2012 году.
Китайские официальные источники иногда упоминают и другие обвинения. В 2017 году западные учёные, в том числе Массимо Интровинье и Холли Фолк, которые исследовали церковь, были приглашены в Хэнань официальной Китайской антисектанской ассоциацией на конференцию, посвящённую опасным сектам и Церкви Всемогущего Бога. Вторая конференция была организована той же Китайской антисектантской ассоциацией позднее в 2017 году в Гонконге, где учёные получили от китайских правоохранительных органов информацию и документы о преступлениях, в которых Церковь Всемогущего Бога была признана виновной. Ознакомившись с этими материалами, они отметили, что дополнительные обвинения реже упоминаются и реже подтверждаются документами, чем обвинения, касающиеся четырёх основных инцидентов.
Хотя Церковь часто обвиняют в том, что она против семьи, исследование, опубликованное тем же Интровинье в 2018 году в междисциплинарном журнале исследований религии Университета Бэйлора, показало, что на самом деле её богословие семьи является довольно традиционным и консервативным. Исследование также представило обзор доказательств того, что большинство китайских членов, которые бежали в Южную Корею, Соединённые Штаты и Филиппины, присоединились к Церкви Всемогущего Бога вслед за членами их семьи.

### «Ритуальное убийство» в Макдональдсе Чжаоюаня
28 мая 2014 года шесть человек, которые утверждали, что представляют Всемогущего Бога, вызвали национальный протест, когда они напали и убили женщину в ресторане «Макдональдс» в Чжаоюане, городе в китайской провинции Шаньдун. Пятеро из них (шестой был несовершеннолетним) были преданы суду и осуждены 10 октября. Двое были приговорены к смертной казни и казнены в 2015 году, один — к пожизненному заключению, а другие от двух до 7 и 10 лет лишения свободы.
Убийство в Макдональдсе было позже изучено исследователями новых религиозных движений, такими как Эмилия Данн, Дэвид Бромли и Массимо Интровинье. Они пришли к выводам, отличным от более ранних сообщений большинства китайских и западных СМИ, и утверждали, что убийцы были частью небольшого, независимого культа, не связанного с «Восточной молнией», который использовал слова «Всемогущий Бог» для обозначения «двойного божества» — двух женщин-лидеров, Чжан Фань (дочь главного убийцы, Чжана Лидуна, казненная вместе с отцом в 2015 году) и Лю Инчунь. На суде обвиняемые прямо заявили, что, хотя они использовали имя «Всемогущий Бог», их группа и Церковь Всемогущего Бога во главе с Чжао Вэйшаном были двумя разными организациями. Лю Инчунь заявила: «…государство назвало фальшивую Церковь Всемогущего Бога Чжао Вэйшана злым культом, а мы назвали их „злыми духами“. Только Чжан Фань и я… могли представлять настоящую Церковь Всемогущего Бога. Чжан Фань и я — единственные представители настоящего Всевышнего Бога. Правительство расправляется с „Всемогущим Богом“, в которого верит Чжао Вэйшань, а не с настоящим Всемогущим Богом, в которого верим мы. Они являются фальшивым движением „Всемогущего Бога“, в то время как мы представляем настоящего».
Китайские СМИ впоследствии опубликовали признания двух членов группы, находящихся в тюрьме, Лю Инчунь и Чжан Хана, которые, как утверждают, были успешно «перевоспитаны». Они настаивают, что лидеры группы читали некую литературу о Церкви Всемогущего Бога, но в целом это было другое движение с другими основными убеждениями.

### Дело Го Сяобинь
24 августа 2013 года женщина вырвала глаза мальчика по имени Го Сяобинь в Шаньси. Позже мальчик стал всемирно известным благодаря успешной операции, выполненной в Шэнцзэне. После «ритуального убийства» в Макдональдсе Чжаоюаня некоторые китайские СМИ приписали это преступление членам Церкви Всемогущего Бога. Исследование американской учёной Холли Фолк, написанное после её участия в двух конференциях 2017 года, организованных Антисектанской ассоциацией Китая, указывает, что китайская полиция закрыла дело в сентябре 2013 года, сделав вывод, что преступление было совершено тётей Го Сяобинь и не имело ничего общего с Церковью Всемогущего Бога. Только после убийства в Макдональдсе в 2014 году некоторые китайские антисектанты начали упоминать Церковь Всемогущего Бога в связи с этим инцидентом. Фолк также отметила, что обвинения в том, что христиане вырывают глаза своим жертвам, являются распространённой темой в китайской антихристианской пропаганде по крайней мере с 19-го века.

### Обвинения в похищении христианских лидеров
Некоторые лидеры других христианских церквей обвиняют Церковь Всемогущего Бога как в ереси, так и в «краже» паствы с помощью коварных стратегий. Обвинения включают в себя утверждение о том, что в 2002 году Церковь Всемогущего Бога похитила 34 лидера Китайского евангельского братства, чтобы обратить их. Многие христиане на Западе сочли эти обвинения правдоподобными. В исследовании, опубликованном в 2018 году, Массимо Интровинье обнаружил несоответствия в истории, рассказанной Китайским евангельским братством, и посчитал странным тот факт, что никто не был арестован или предан суду за это преступление. Учёный пришел к выводу, что, возможно, придумав историю о похищении, Евангельское братство Китая просто попыталось найти оправдание тому факту, что многие из его членов, включая национальных лидеров, перешли в Церковь Всемогущего Бога, хотя другие интерпретации также не исключаются.

### Пророчества о конце света в 2012 году
Предсказание конца света в 2012 году получило широкую популярность в Китае, где фильм «2012» стал популярен, и несколько предпринимателей неплохо заработали на продаже «ковчегов» для спасения от предполагаемого апокалипсиса. Конец света в 2012 году предсказывался на основе пророчеств, приписываемых цивилизации Майя. Церковь Всемогущего Бога обвинили в предсказании конца света на 2012 год, повлекшим за собой беспорядки и даже преступления по всему Китаю. Непосредственно перед датой конца света, который согласно пророчествам Майя должен был произойти 21 декабря 2012 года, китайское правительство арестовало 400 членов Церкви Всемогущего Бога в центральном Китае и ещё 1000 человек из других провинций.
Австралийская ученая Эмилия Данн в своём первом исследовании, посвящённом Церкви Всемогущего Бога в 2015 году, отметила, что, как и многие китайцы, некоторые «члены „Восточной молнии“ приняли пророчество Майя, но, похоже, они сделали это без одобрения лидеров группы», которые объявили как это, так и другие теории о конце света теологически и фактически ошибочными.
Интровинье отметил, что позиция членов Церкви Всемогущего Бога, которые приняли и распространили пророчества о конце света в 2012 году (некоторые из них были исключены из Церкви), «не соответствовала богословию Церкви. Всемогущий Бог не объявляет конец света, а говорит о его преобразовании. И этого не произойдёт до того, пока работа Всемогущего Бога на Земле не будет завершена», то есть пока женщина, признанная Всемогущим Богом, не скончается, в то время как она была жива и здорова в 2012 году.

## Проблемы с беженцами
После репрессий в связи с убийством в Макдональдсе в 2014 году тысячи членов Церкви Всемогущего Бога бежали в Южную Корею, США, Канаду, Японию, Италию, Францию, Австралию и другие страны, претендуя там на статус беженца. В то время как власти ряда стран[каких?] утверждают, что нет достаточных доказательств того, что лица, ищущие убежища, подвергались преследованиям, некоторые международные эксперты[кто?] опровергают это мнение. Более того, они утверждают, что решения, неблагоприятные для заявителей, не оправданы, и члены Церкви могут столкнуться с серьезными риском, если они вернутся в Китай.

## Необоснованные обвинения в СМИ
Церковь Всемогущего Бога утверждает, что является жертвой ложных информационных кампаний, спровоцированных Коммунистической партией Китая. Она настаивает, что некоторые листовки и баннеры, изображенные на китайских и западных веб-сайтах в качестве пророчеств движения относительно конца света в 2012 году, были на самом деле либо сфабрикованы, либо изменены с помощью фотошопа. Некоторые учёные изучали ряд китайских кампаний против Церкви как классический пример фальшивых новостей (англ. fake-news). Церковь также осудила существование в Соединенном Королевстве фальшивого веб-сайта «Церковь Всемогущего Бога в Великобритании». Попытки Церкви Всемогущего Бога удалить его пока что безуспешны несмотря на то, что учёные утверждают, что этот веб-сайт не отображает положения и теологию Церкви Всемогущего Бога, и это должно быть очевидно для любого, кто знаком с ними. Церковью была опубликована Декларация о сайтах, подражающих Церкви Всемогущего Бога, осуждающая этот инцидент.

## Комментарии
1. ↑  Всегда пишется с большой буквы «Ц» в слове «Церковь»; кит. 全能神教會 / 全能神教会; pinyin: Quánnéng Shén Jiàohuì